# Dienstags bei Morrie (Film)
Dienstags bei Morrie (Originaltitel: Tuesdays With Morrie) ist ein US-amerikanischer Fernsehfilm des Regisseurs Mick Jackson aus dem Jahr 1999, der auf dem gleichnamigen Buch von Mitch Albom basiert. Buch und Film beschreiben die reale Beziehung zwischen dem Journalisten Mitch Albom und dem todkranken Soziologieprofessor Morrie Schwartz.

## Handlung
Mitch Albom arbeitet als populärer Sportkolumnist bei der Detroit Free Press. Zwar hat er Erfolg im Beruf, doch füllt ihn die Arbeit nicht aus. Durch Zufall wird er eines Nachts durch eine Nachrichtensendung auf seinen ehemaligen College-Professor Morrie Schwartz aufmerksam, den er nach Ende seines Studiums aus den Augen verloren hatte. Mitch muss feststellen, dass der 78-Jährige mittlerweile unter der Nervenerkrankung ALS leidet und im Rollstuhl sitzt. Ein erstes Zusammentreffen der beiden läuft zur Überraschung des Journalisten sehr freundschaftlich ab, obwohl Mitch sich schuldig fühlt, den Kontakt zu Morrie verloren zu haben.
Eine Diskussion über Leben, Glück und Tod führen beide in wöchentlichen Treffen weiter, in denen Mitch bis zum Tod von Morrie erneut in die Rolle des Studenten schlüpft. Nach wenigen Wochen schon ist die alte Freundschaft zwischen den beiden wieder aufgeblüht und sie beginnen, die oberflächliche, egogeladene Absurdität der Sportswelt zu hinterfragen. Mitch erkennt, dass Morries bevorstehender Tod aus dem College-Professor keinen verbitterten alten Mann gemacht hat. Er ist noch immer ein übersprudelnder Lehrer mit scharfem Verstand, den sein langsames Sterben die Dinge mit unglaublicher Klarheit sehen lässt.

## Entstehungsgeschichte und Erstausstrahlung
Morrie Schwartz war in den 1970er Jahren Alboms ehemaliger College-Professor an der Brandeis University. Nachdem Albom 16 Jahre lang keinen Kontakt zu ihm gehabt hatte, wurde er im März 1995 zufällig durch die Nachrichtensendung Nightline auf seinen alten Mentor aufmerksam, der von dem Journalisten Ted Koppel interviewt wurde. Daraufhin besuchte er diesen 14 Wochen lang, jeweils dienstags.
Mitch Alboms auf den stattgefundenen Treffen basierenden Roman stellte Oprah Winfrey in ihrem Buchklub vor und er gefiel ihr so gut, dass sie sich entschloss, einen auf ihm basierenden Film zu produzieren. Neben Oprah Winfrey wirkten auch Kate Forte und Jennifer Odgen als Produzenten mit. Die ausführenden Produktionsfirmen waren die Oprah Winfrey gehörende Firma Harpo Productions sowie Carlton America. Gedreht wurde der Film in Los Angeles und in Santa Carlita in Kalifornien.
Die Erstausstrahlung in den USA fand am 5. Dezember 1999 auf dem Fernsehsender ABC statt, die deutsche Erstausstrahlung erfolgte am 27. Mai 2001 auf VOX.

## Kritiken

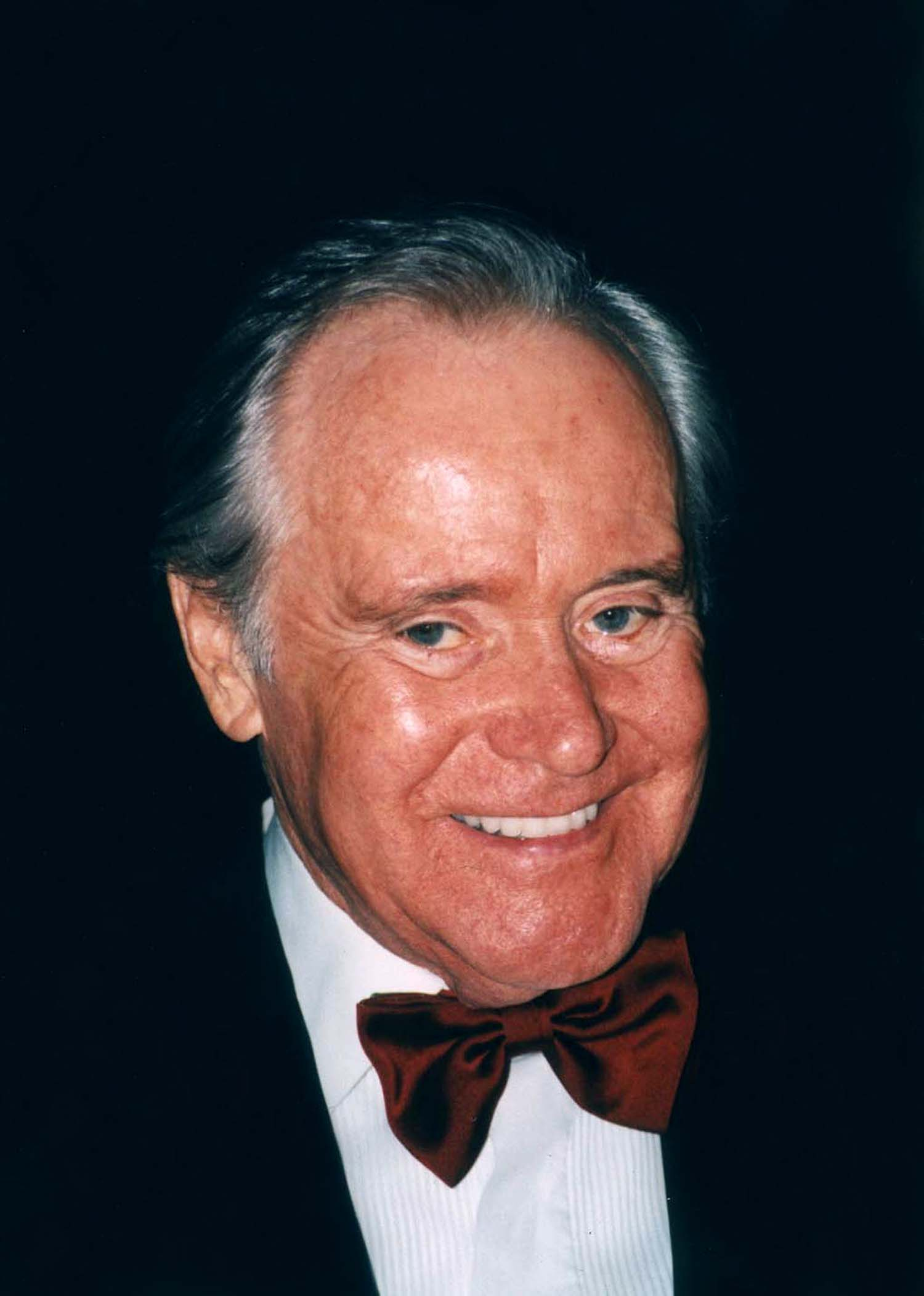
Jack Lemmon

Ray Richmond vom US-amerikanischen Branchendienst Variety merkte an, dass sich Drehbuchautor Tom Rickman eng an die literarische Vorlage gehalten hätte, jedoch Alboms Einblick und Sensibilität verharmlost und abgemildert hätte. Er lobte die beiden Hauptdarsteller Jack Lemmon und Hank Azaria: „Lemmon spielt an seine besten Arbeiten an … Azaria zeigt die vielschichtigste und einfühlsamste Darstellung seiner Karriere“, so Richmond. Ähnliches beanstandete auch James Poniewozik von Time: „Egal wie gut die literarische Vorlage auch sein mag, ihre Carpe-Diem-Aphorismen übertragen sich nicht besonders gut in den Film, der bis auf einen Griff ins Auge alle Mittel anwendet um auf die Tränendrüse zu drücken.“
Peter Croatto bemängelt in seiner Kritik auf Filmcritic.com ebenfalls, dass zumindest im Film die Weisheiten von Morrie nicht wirklich überzeugen, die darstellerischen Leistungen von Jack Lemmon und Hank Azaria beurteilt er hingegen auch positiv.

## Auszeichnungen
Für seine letzte Spielfilmrolle gewann Jack Lemmon den Emmy, den Screen Actors Guild Award und wurde für den Golden Globe Award nominiert. Kodarsteller Hank Azaria gewann ebenfalls den Emmy als bester Nebendarsteller und eine Nominierung für den Preis der Screen Actors Guild. Weitere Auszeichnungen waren unter anderem der Writers Guild of America Award, der Humanitas-Preis und der Preis der Directors Guild of America für Mick Jackson. Winfrey gewann als Produzentin ebenfalls den Emmy und den Preis der Producers Guild of America.